# 사천 우산 봉수대
사천 우산 봉수대(泗川 牛山 烽燧臺)는 경상남도 사천시 곤양면 남문외리와 서포면 외구리의 경계를 이룬 남산 위에 있는 봉수대이다. 1997년 12월 31일 경상남도의 기념물 제176호로 지정되었다.

## 개요
봉수대는 횃불과 연기를 이용하여 급한 소식을 전하던 옛날의 통신수단을 말한다. 높은 산에 올라가서 불을 피워 낮에는 연기로 밤에는 불빛으로 신호를 보냈다.
경상남도 사천시 곤양면 남문외리와 서포면 외구리의 경계를 이룬 남산 위에 있는 봉수대로 조선 세종 때 설치한 것으로 추정한다. 『경상도속찬지리지』에 따르면 우산봉수대는 남쪽으로 각산 봉수대, 북쪽으로 진주의 망진산 봉수와 서로 응답하였다고 한다. 남해안이 한눈에 내려 보이는 곳에 있는 이 봉화는 조선 고종 31년(1894) 봉화제도를 폐지할 때까지 외적의 침입을 감시하였다.

## 같이 보기
- 사천 각산봉화대

## 참고 자료
- 사천우산봉수대 - 국가유산청 국가유산포털